# Ji Xianlin
Ji Xianlin (季羡林, 6 août 1911 – 11 juillet 2009) est un indologue, linguiste, paléographe, historien, et écrivain chinois. Distingué à la fois par les gouvernements indien et chinois, il est notamment connu pour son récit autobiographique décrivant sa persécution comme intellectuel durant la révolution culturelle.

## Biographie
Ji étudie à l'école primaire de Sanhejie et au collège no 1 de Jinan, puis entre à l'université du Shandong. En 1930, il est admis à l'université Tsinghua où il étudie la littérature européenne. En 1935, il entre à l'université de Göttingen dans le cadre d'un échange d'étudiants, choisissant d'y étudier le sanskrit et les langues anciennes, comme le Pali, auprès du professeur Ernst Waldschmidt (en).
Ji reçoit son diplôme en 1941 puis étudie les langues tokhariennes auprès d'Emil Sieg. En 1946, il retourne en Chine, devenant professeur à l'université de Pékin sur recommandation de Chen Yinke, et commence une longue carrière en devenant l'un des experts les plus connus de la culture et des langues de l'Inde.
Durant sa carrière, Ji fait des découvertes sur la migration du bouddhisme de l'Inde en Chine, et sur les échanges culturels qui ont diffusé la fabrication du papier et de la soie de la Chine en Inde.
Peu après son arrivée, Ji fonde le département des langues orientales à l'université de Pékin et est assisté par Jin Kemu (en). Il devient doyen du département et pionnier dans le domaine des études orientales en Chine, rédigeant 40 articles et 13 notes académiques les trois années suivantes. En 1956, il est élu au département de science sociale de l'académie chinoise des sciences. Avant d'être persécuté, Ji « rejoint le Parti dans les années 1950 et participe activement aux campagnes incessantes » comme la dénonciation et la suppression des intellectuels ayant épousé des vues opposées au Parti communiste.
Durant la révolution culturelle (1966–1976), il traduit en secret le Ramayana du sanskrit au chinois en retenant le format poétique, risquant la répression de ceux qui sont coupables d'être des « intellectuels »,.
En 1978, Ji devient le vice-président de l'université de Pékin et directeur de l'institut de recherche sur l'Asie du Sud de l'académie chinoise des sciences. Il est également président de plusieurs organisations professionnelles comme l'association de littérature étrangère, l'association de l'Asie du Sud, ou la société des langues. Durant cette période de sa carrière, Ji publie 11 ouvrages académiques et plus de 200 notes dans plus de dix domaines d'étude, dont la recherche culturelle chinoise, la littérature comparative, et le sanskrit.
En 1998, il publie une traduction et une analyse de fragments de Maitreyasamiti-Nataka tokhariens découverts en 1974 à Yanqi,,.
En plus de sa traduction du Ramayana, Ji écrit sept livres, dont une courte histoire de l'Inde et une histoire de la canne à sucre en Chine. Sa collection se compose de 24 volumes contenant des articles sur les langues anciennes de l'Inde, les relations culturelles sino-indiennes, le bouddhisme, la littérature comparative et folklorique, des essais, des traductions d’œuvres littéraires, et plus.
Malgré la détérioration de sa santé et de sa vue, Ji continue à travailler. En été 2002, il est hospitalisé pour raisons dermatologiques. Il meurt le 11 juillet 2009 à l'hôpital no 301 de Pékin. Son fils, Ji Cheng, dit qu'il est mort d'un arrêt cardiaque.

## Œuvre culturelle
Ji maintient que les « échanges culturels sont la voie principale du progrès de l'humanité. Ce n'est qu'en étudiant les points forts et faibles d'autres que le peuple peut constamment progresser, la cible principale de cela étant d'atteindre une sorte de Grande Harmonie ».
La philosophie de Ji divise la culture de l'humanité en quatre parts : un groupe oriental composé des cultures chinoise, indienne, et arabo-musulmane, et la culture occidentale composée de la culture américano-européenne. Il est partisan d'augmenter le degré des échanges culturels entre l'Est et l'Ouest, afin de rajeunir les deux cultures, et à partir du milieu des années 1990, il participe activement à des discussions sur les problèmes culturels entre l'Est et l'Ouest, basé sur la même idéologie. Cela diffère de la prédominance eurocentrique en Chine, et ailleurs.
Il a déclaré, 
« La rivière de la civilisation chinoise alterne entre prospérité et chute, mais ne s'assèche jamais parce qu'il y toujours de l'eau fraîche qui y coule. Au cours de l'histoire, elle fut alimentée par de l'eau fraîche de nombreuses fois, les deux grandes sources venant d'Inde et d'Occident, les deux devant leur succès à la traduction. C'est avec la traduction que l'on préservera la jeunesse perpétuelle de la civilisation chinoise. La traduction est grandement utile ! »
Ji cultive l'apparence d'un fermier ou travailleur plutôt que celle d'un intellectuel, portant un costume kaki et des chaussures en tissu, et un vieux sac d'école en cuir. Il est également réputé pour traiter tous les gens qu'il rencontre avec le même respect et la même sincérité. Il est d'avis que le sens de la vie est de travailler et évite les distractions qui peuvent le détourner de sa tâche. Afin de faire le travail d'une personne, cependant, il pense que celle-ci doit rester en bonne santé, et fait donc très attention à son état. Il se lève à 4h30 du matin, déjeune à 5h00, puis commence à écrire. Il déclare une fois qu'il se sent forcé de se lever de si bonne heure pour travailler. Néanmoins, il écrit très vite et très efficacement, achevant son célèbre essai Regrets éternels en quelques heures.
Souvent cité pour son courage à poursuivre la vérité universitaire, démontré par son audace à traduire le Ramayana durant la révolution culturelle, mais aussi par un article de 1986 écrit contre les conseils de ses amis, Quelques mots pour Hu Shih, qui est à l'époque en déconsidération et dont les travaux sont boudés par la plupart des intellectuels. Ji, cependant, sent que le progrès académique demande la reconnaissance des erreurs de Hu Shih, mais également de ses contributions à la littérature moderne chinoise. Son article est suffisamment convaincant pour provoquer une réévaluation du développement de la littérature moderne chinoise et du rôle de Hu Shih.

## Récit autobiographique
Près d'une décennie après avoir achevé son manuscrit, Ji publie en 1998 un livre sur son expérience durant la révolution culturelle intitulé L'Étable : Mémoires de la révolution culturelle chinoise. Le livre, publié par un éditeur de l'État, est très populaire en Chine. Ji censure de lui-même certaines parties, et s'abstient de spéculer sur le contexte politique en dehors de la campagne de masse du Parti communiste, ou sur le rôle de Mao Zedong dans celui-ci.
Quand Ji devient une cible de la révolution culturelle par un cadre des gardes rouges, sa vie « devient une étourdissante descente en enfer ». Ses élèves et collègues lui tournent le dos, il subit des insultes publiques, il est battu et reçoit des crachats, et est forcé de transporter des briques du matin jusqu’à la nuit. Il pense à se suicider jusqu'à la dernière minute.

## Distinctions et postérité
Le jour des 94 ans de Ji, le 6 août 2005, la fondation Confucius inaugure l'institut de recherche Ji Xianlin à Pékin destinée à l'étude de ses travaux, avec d'importants intellectuels comme Tang Yijie, Le Daiyun, et Liu Mengxi comme conseillers.
En 2006, Ji reçoit une récompense pour l'ensemble de son œuvre de la part du gouvernement chinois et pour ses contributions dans le domaine de la traduction, acceptant la distinction, il déclare : « La raison pour laquelle notre culture chinoise a été capable de rester consistante et riche en 5 000 ans d'histoire est étroitement liée à la traduction. Les traductions d'autres cultures ont aidé à insufflé un sang nouveau dans notre culture ».
Le 28 janvier 2008, le gouvernement de l'Inde annonce que Ji va recevoir la Padma Bhushan, devenant le premier chinois à en être décoré. Selon Xu Keqiao, un expert des relations culturelles sino-indiennes de l'académie chinoise des sciences sociales, « Beaucoup de ce que les Chinois connaissent de la culture et des traditions de l'inde vient de Ji. Il a traduit le sanskrit original et l'a retransmis poétiquement en chinois. C'est le succès de sa vie ». Cela est cité comme exemple de l'amitié grandissante entre les deux pays,. Le ministre indien des Affaires étrangères, Pranab Mukherjee, a personnellement décoré Ji de la Padma Bhushan le 6 juin 2008. Mukherjee a payé la venue de Ji, âgé de 97 ans, qui est le premier Chinois à recevoir cet honneur, dans une hôpital militaire.
Ji est reconnu comme un patriote et déclare « Même quand je serais incinéré et transformé en cendres, mon amour pour la Chine restera inchangé ». À l'époque où il était étudiant à l'université Tsinghua, il a signé une pétition de Tchang Kaï-chek pour s'opposer aux envahisseurs japonais à Nankin. Étudiant pauvre mais brillant, il déclare « Je ne blâme pas mon pays, mes succès sont le seul réconfort que je peux donner à ma mère patrie ».
Ji est également reconnu pour ses valeurs morales, son caractère, et sa personnalité. Le Premier ministre chinois Wen Jiabao aurait dit à son homologue indien Manmohan Singh que Ji était son modèle.